# 一関市国民健康保険藤沢病院
一関市国民健康保険藤沢病院（いちのせきしこくみんけんこうほけんふじさわびょういん）は、岩手県一関市にある病院である。「藤沢町民病院」、「藤沢病院」などと通称される。

## 概要
一関市国民健康保険藤沢病院（44 床）は、地方公営企業たる一関市病院事業の主たる事業体であり、附帯する介護事業（老人保健施設、特別養護老人ホーム、デイサービス、認知症高齢者グループホーム、訪問看護ステーション、居宅介護支援事業所、地域包括支援センター）を垂直統合し、病院事業と一体的に運営しており、医療と介護が連携して地域包括医療・ケアを推進している。

## 沿革
- 1951年（昭和26年）から1968年（昭和43年）までは県立藤沢病院が地域医療を担っていたが、県立病院の再編によって、同病院は県立藤沢診療所への改組を経て1980年（昭和55年）廃止された。
- 東磐井郡藤沢町は、藤沢（19床）、黄海（きのみ）、八沢（やさわ）、保呂羽（ほろわ）の4つの診療所を運営していたが、医師の確保ができず、藤沢と黄海の2診療所体制となっていた。
- 1993年（平成5年）7月20日、町、議会、住民の総意を結集して国民健康保険藤沢町民病院が開業された[2]。標榜診療科：内科、外科、小児科、整形外科。一般病床54床。
- 1994年（平成6年）耳鼻咽喉科開設。
- 2003年（平成15年）耳鼻咽喉科廃止。
- 2004年（平成18年）自治体立優良病院総務大臣表彰受賞。 禁煙外来開設。
- 2011年（平成23年）9月26日　一関市との市合併に伴い一関市国民健康保険藤沢病院へ名称変更。
- 2014年（平成26年）物忘れ相談外来開設（認知症外来）。フットケア外来開設。
- 2015年（平成27年）睡眠開設（睡眠時無呼吸症候群）。
- 2021年（令和3年）自治体立優良病院総務大臣表彰受賞。

## 診療科目
- 総合心療内科
- 外科
- 整形外科
- 精神科
- 放射線診断科

## 施設概要
- 建物 : 鉄筋コンクリート造り4階建て
- 各種指定
  - 保険医療機関
  - 生活保護指定病院
  - 結核予防法[注 1]指定病院
  - 労災保険指定病院
  - 救急告示病院

### 施設基準等届出状況（主なもの）
- 一般病院入院基本料13対1 看護補助加算 (2)
- 脳血管疾患等リハビリテーション料
- 運動器リハビリテーション料
- 呼吸器リハビリテーション料
- 言語聴覚療法
- ペースメーカー移植術

### ベッド数
- 44床
  - 4床室８室、2床室2室、個室8室

### 施設概要
- MRI室
- CT室
- X-レイTV室
- 一般撮影室
- 超音波診断室
- 検査室
- 薬局
- 各科診察室
- 電子内視鏡室
- 機能訓練室
- 言語聴覚室
- 手術室

## 特徴
- 在宅医療
- 日本医療機能評価機構
  - 2011年（平成23年）に認定更新 (Ver.6.0)
- 電子カルテシステム
- 放射線部門の充実
- 救急医療の確保
  - 町内唯一の医療機関として24時間救急患者の受け入れを行なっている他、両磐地区2次救急輪番に該当
- 第1・第３土曜日診察（午前のみ）
- 禁煙モデル機関
- 糖尿病専門外来
- 栄養サポートチーム（NST）の導入
- 研修受け入れ
  - 自治医科大学、岩手医科大学からの医学生の研修を積極的に受け入れている

## アクセス
病院公式サイトアクセスも参照
- 国道456号沿い（「一関市役所藤沢支所」「一関南消防署藤沢分署」そば）

- 岩手県交通
  - 千厩 - 増沢 - 千松線にて「藤沢病院」下車
  - 千厩 - 藤沢 - 花泉線にて「下町」下車、徒歩

- JR大船渡線「千厩駅」からタクシーで約15分

## テレビ番組
- 日経スペシャル ガイアの夜明け 『“命の絆”を再生せよ ～崩壊寸前“地域医療”を追う』（2009年3月10日、テレビ東京）[3]。- ほぼ黒字を続けている地方の町営病院を取材。

## 関連施設
- 老人保健施設 老健ふじさわ　事業開始：1993年(平成 5年)7月 、病院事業の付帯事業として事業開始。
- 特別養護老人ホーム 光栄荘　事業開始：1982年(昭和57年)4月。2005年(平成17年)4月から病院事業に経営統合。
- グループホームやまばと　事業開始：2003年（平成15年）1月。2005年(平成17年)4月から病院事業に経営統合。
- デイサービスセンターふじさわ　事業開始：1987年（昭和62年）1月。2005年(平成17年)4月から病院事業に経営統合。
- ふじさわ訪問看護ステーション　事業開始：1999年（平成11年）7月、外来部門から独立させ病院事業の付帯事業として事業開始。
- ふじさわ居宅介護支援事業所　事業開始：2000年（平成12年）4月、老健ふじさわに併設した在宅介護支援センターを前身とし介護保険施行時に事業化。2005年(平成17年)4月から病院事業に経営統合。
- 高齢者総合相談センターふじさわ（地域包括支援センター）　事業開始：2013年（平成25年）4月、一関地区広域行政組合から事業受託。